# 克拉普馬奇角
克拉普馬奇角（英語：Clapmatch Point），是南極洲的海岬，位於南桑威奇群島，處於坎德爾默斯島西南端，在1971年由英國南極名稱諮詢委員會命名，由英國海外領土管轄。